# فوجیوارا نو نوریمیچی
فوجیوارا نو نوریمیچی ((به ژاپنی: 藤原 教通 Fujiwara no Norimichi); ۳ اوت ۰۹۹۶ – ۱۲ نوامبر ۱۰۷۵) پنجمین پسر فوجیوارا نو میچیناگا، یک کوگیو در دوره هی‌آن اهل ژاپن بود. مادر وی میناموتو نو رینشی دختر میناموتو نو ماسانوبو بود.